# Dégelis
Dégelis è un comune del Canada, situato nella provincia del Québec, nella regione di Bas-Saint-Laurent.